# Jean Château
Jean Château (Charente, 17 luglio 1908 – Pessac, 4 agosto 1990) è stato uno psicologo francese.

## Biografia
Specialista del gioco e dell'educazione infantile, è stato docente all'università di Bordeaux. Si è occupato del gioco simbolico elaborando la tesi secondo la quale non può esserci gioco fino a quando nel bambino non si manifestano i simboli. Chateau individua nell'attività ludica la spinta principale al superamento della fase dell'egocentrismo infantile.

## Opere
- Le réel et l'imaginaire dans le jeu de l'enfant, Vrin, 1946.
- Le jeu de l'enfant après trois ans, Vrin, 1947.
- L'enfant et le jeu, Eds du Scarabée, 1950.
- L'enfant et ses conquêtes, Vrin, coll. L'enfant, 1960-1976.
- La culture générale, Vrin, 1960.
- Psychologie de l'éducation, Vrin, 1970.
- « Qu'est-ce que l'enfance », Traité de psychologie de l'enfant, Gratiot-Alphandéry H. et Zazzo R. (dir.), PUF, 1970.
- Malaise dans la psychologie, Flammarion, 1972.
- L'humanisation, Mardaga, coll. Psychologie et sciences humaines, 1985.